# Proteína atada

## A definição da proteína atada
Matematicamente, um nó é definido como um subconjunto de pontos tridimensionais homeomórficos a um círculo. De acordo com esta definição, um nó só fazem sentidos para um laço próximo. Se escolher um ponto no espaço a uma distância infinita e conectar-se ao N e C terminais, respectivamente através de uma ligação virtual, a proteína pode ser tratada como um laço virtual perto. Portanto, o laço é detectado como próximo nó topologia e podemos citar como a proteína nó.

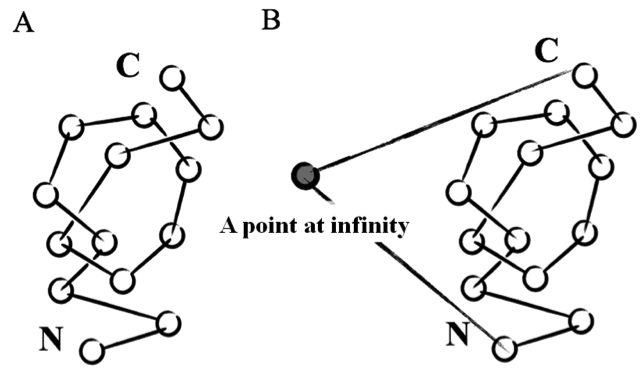
(A) A proteína é uma cadeia aberta.. (B) Para criar um circuito fechado, nós escolhemos um ponto a uma distância infinita, e conectá-lo a N e C terminais e, assim, a estrutura inteira se tornará um topologia em malha fechada.

## Introdução da proteína atada
Proteínas atada apresenta um dos problemas mais desafiadores para ambos biólogos computacional e experimental. Apesar de um número cada vez maior de proteínas atada depositados em PDB, ainda não está claro como dobra a de uma proteínas em uma conformação com nós, ou como nó de uma proteína está relacionada à sua função. Embora uma série de métodos computacionais têm sido desenvolvidos para a detecção de proteínas nós, ainda não há métodos totalmente automático para detectar proteínas nós sem a intervenção manual necessária devido aos resíduos falta ou quebra de cadeia nas estruturas de raios-X ou os formatos fora do padrão PDB.
Atualmente, existem 4 tipos de nó identificado em proteínas, o nó 31, 41, o nó 52 e 61.

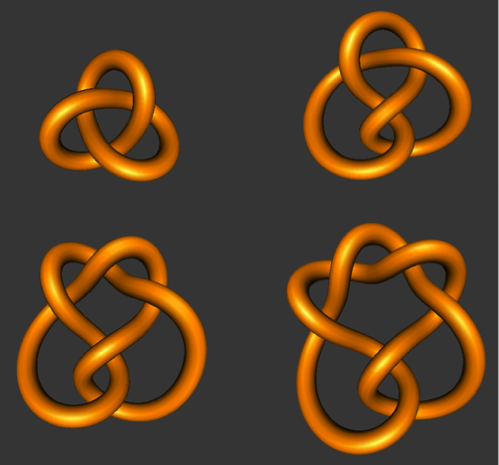
Quatro tipos de nó identificado em proteínas: o nó 3_{1} (superior esquerdo), o nó 4_{1} (superior direito), os nós 5_{2} (inferior esquerdo) eo nó 6_{1} (inferior direito). Estas imagens foram produzir por KnotPlot. Note que o nó 3_{1}, possui duas formas distintas. O canhoto e destro. O que mostramos aqui é um nó com a mão direita por 3_{1}

## O servidor web para rastrear a proteína atada
Recentemente, um número de servidores web (pKNOT)  foram publicados, oferecendo serviço de consulta conveniente para estruturas atada e ferramentas de análise para a detecção de proteínas nós. 